# イドクスウリジン
イドクスウリジン（英語：Idoxuridine、略：IDU）は、抗ヘルペスウイルス抗ウイルス薬である。
ヌクレオシド類似体で、ウラシルの塩基対にヨウ素を付けているが、ウイルスDNA複製に取り込まれるのに十分な形状にデオキシウリジンを組み替えている。新合成されるDNAにおいて、非可逆的にチミジンに置き換わり、ウイルスおよび宿主細胞の中でDNAの立体構造を本質的に非機能性とする。全身毒性が強いため、局所治療に限られて使用されている。
1950年代後半にウィリアム・プルソフにより合成された 。当初は抗がん剤として開発されたが、1962年に最初の抗ウイルス剤となった。

## 医学用途
ヘルペス性角膜炎の治療に用いられる。

## 副作用
点眼剤の一般的な副作用は眼瞼炎，結膜炎，涙点閉塞、刺激感、刺激痛、角膜上皮の微細欠損、目がかすむ、まぶしい感じを受けるなどがある。

## 合成

イドクスウリジンの合成: